# Библиотека Музеја примењене уметности у Београду
Библиотека Музеја примењене уметности у Београду формирана је 1950. године, када је основан и Музеј. Значајно је да је, иако по типу специјална, од оснивања опредељена за рад отвореног типа.

## О библиотеци
Корисници библиотеке су, поред кустоса музеја, велики број студената уметничких факултета, професора, истраживача и колекционара. Рад у библиотеци омогућавају и олакшавају ауторски, унакрсни, предметни и електронски каталог, који се постепено развија још од 1992. године. Поред каталога, корисницима су на располагању и читаоница с десет читалачких места, а преко запослених у библиотеци, и претраживање КОБСОН-а и других електронских извора. Дигитална библиотека Музеја примењене уметности покренута је 2016. у циљу омогућавања отвореног приступа оним музејским издањима, која више нису доступна у продаји или размени публикација. Матичну надлежност над библиотеком Музеја примењене уметности има Библиотека града Београда.

## Фонд
Први подаци о фонду почињу да се уносе у инвентарну књигу 1955. године. Библиотечки фонд, организован по принципу numerus currensa, чиниле су првих година купљене публикације, а потом и оне набављене претплатом, путем размене и као поклон појединаца и институција. Куповина стручних публикација обавља се наменски према потребама изложбеног програма, док годишња претплата на стручне часописе обухвата наслове из области архитектуре, савремене уметности, текстила, намештаја, керамике и порцелана, чиме је обухваћена делатност готово свих сектора Музеја примењене уметности.

### Размена
Дугогодишњом планском разменом публикација са сродним установама у земљи и иностранству проширен је фонд стручне литературе, као што се и издањима Музеја примењене уметности на одговарајући начин представљају резултати рада установе. Покретање нове серије Зборника 2005, специјализоване периодичне публикације, омогућило је обимнију размену, у којој су значајно место заузели и каталози Музеја примењене уметности. Размена је до данас остала најважнији извор обогаћивања библиотечког фонда.
Наменска опредељеност ка историји и теорији примењене уметности и разноврсност фонда у великој је мери унапредила професионалан рад кустоса и допринела је квалитету текстова у музејским публикацијама.

### Поклони
Библиотека Музеја примењене уметности посебну захвалност дугује свим појединцима и установама који су у вишедеценијском периоду поклањали библиотеци вредне књиге и часописе. Посебно место у фонду заузимају поклон-библиотеке Верене Хан и Бојане Радојковић, познатих историчарки уметности и кустоскиња Музеја примењене уметности. Поклон-библиотека Верене Хан обухвата првенствено књиге о стаклу, а затим и о средњовековној уметности на ширем простору Балкана, Италије и југоисточне Европе, док поклон-библиотека Бојане Радојковић, поред књига о средњовековној уметности обухвата и стручну литературу из области метала. Део фонда библиотеке Музеја примењене уметности заузима и донација Јапанске фондације, која обухвата књиге из области историје, културе и уметности Јапана.